# Washam, Wyoming
Washam är en ort (census-designated place) i Sweetwater County i sydligaste delen av den amerikanska delstaten Wyoming, med 51 invånare vid 2010 års federala folkräkning. Orten gränsar i söder direkt till staden Manila i Utah.